# Linda McCartney
Linda Louise McCartney, Lady McCartney, nata Eastman (Scarsdale, 24 settembre 1941 – Tucson, 17 aprile 1998), è stata una fotografa, tastierista, cantante, attivista e imprenditrice statunitense.
Prima di legarsi a Paul McCartney, Linda è stata fotografa professionista di celebrità e musicisti contemporanei. Alcune foto di Linda sono state poi pubblicate nel 1992 nel testo Linda McCartney's Sixties: Portrait of an Era.
Linda ha sposato Paul nel 1969 nella Chiesa di San Giovanni a Londra. Sua figlia, Heather Louise, nata dal precedente matrimonio con Melville See, è stata adottata dal secondo marito. Paul e Linda hanno avuto tre figli: Mary, Stella e James.
È stata un'attivista dei diritti umani e ha scritto diversi testi sulla cucina vegetariana. Insieme al marito ha fondato la Linda McCartney Foods.

## Infanzia e giovinezza
Linda Eastman era la secondogenita di Lee Eastman e Louise Lindner. Aveva un fratello maggiore, John, e due sorelle più piccole, Laura e Louise. Il padre, avvocato, discendeva da una famiglia di ebrei russi emigrati a New York; negli Stati Uniti aveva cambiato in Eastman il proprio cognome originario Epstein e dopo gli studi a Harvard era divenuto un brillante consulente legale con una cerchia di amici e clienti facoltosi del mondo dello spettacolo, dai quali aveva imitato inclinazioni e stili di vita. La madre proveniva da un'agiata famiglia proprietaria di una catena di grandi magazzini. Da giovane, Linda ebbe l'opportunità di conoscere personaggi famosi invitati alle cene di famiglia, fra i quali l'attore di film western William Boyd e il musicista jazz Tommy Dorsey. Il compositore Jack Lawrence nel 1947 dedicò una canzone: Linda come forma di ricompensa per un intervento legale del padre.

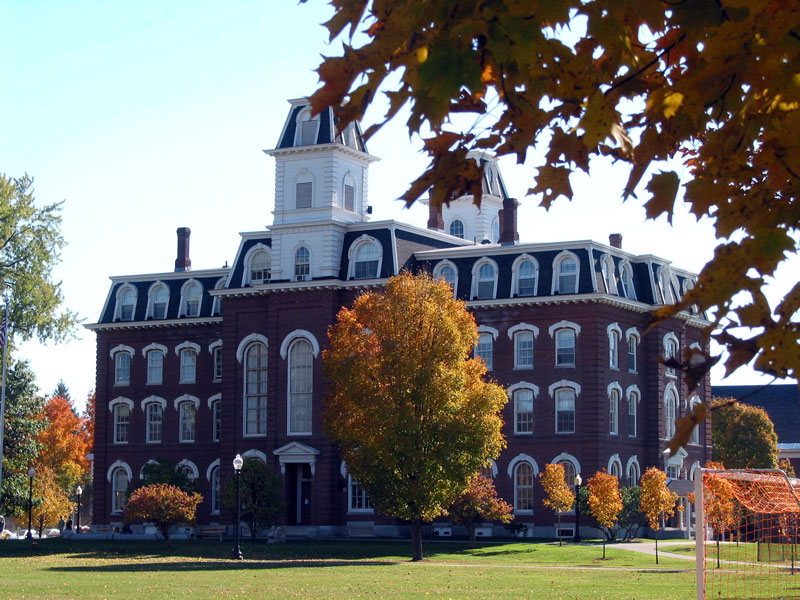
Il Vermont College of Fine Arts

Linda frequentò la Scarsdale High School per poi trasferirsi nel 1959 al Vermont College. Conseguito il diploma in Arte, si iscrisse all'Università dell'Arizona. Nel 1962 la madre perì in un disastro aereo: per riprendersi dallo sconvolgimento emotivo, Linda decise di sposare un compagno di studi, Joseph Melville See, laureato in antropologia. I due ebbero una figlia, Heather Louise, dopodiché l'uomo per motivi di studio partì per l'Africa e vi rimase per un anno, durante il quale la relazione si logorò fino a sfociare nel divorzio. Nel frattempo Linda conseguì la laurea in Storia dell'Arte, e presso il Tucson Art Center seguì un corso in fotografia di Hazel Archer. Tornata a New York, in qualità di fotografa lavorò per la rivista Town and Country, agevolata dalle sue conoscenze di musicisti rock, e divenne una personalità abituale del backstage del Fillmore East, alla ricerca di scatti di volti noti che la facessero crescere in celebrità.
A fine giugno 1966 Linda Eastman si trovò unica fotografa sul Sea Panther, lo yacht a bordo del quale The Rolling Stones in trasferta statunitense tennero la loro prima conferenza stampa. Gli scatti della Eastman si rivelarono preziosi per il suo futuro, dato che furono distribuiti a tutti gli altri suoi colleghi che non avevano avuto accesso all'evento e vennero così pubblicati sulle maggiori testate, costituendo il trampolino di lancio della sua carriera come fotografa dei musicisti di rock'n'roll. Fra i tanti artisti della scena musicale, ebbe l'occasione di fotografare i Cream, Simon & Garfunkel, i Mamas and Papas, Jackson Browne, i Blue Cheer, Jim Morrison e Frank Zappa. Nel 1966 fu presente alla conferenza stampa che i Beatles tennero a New York in occasione del loro ultimo tour.
Ormai fotografa affermata, nel 1967 volò a Londra per immortalare alcuni gruppi inglesi, fra i quali gli Animals e i Traffic. Nella capitale inglese, grazie anche alla conoscenza di Peter Brown – il fido assistente di Brian Epstein in quel periodo – fu invitata come fotografa all'esclusivo party di presentazione del nuovo disco dei Beatles Sgt. Pepper's Lonely Hearts Club Band. In quella circostanza rivide Paul McCartney, che aveva conosciuto quattro giorni prima al club Bag O'Nails.

## Carriera

### Fotografia
Dopo la morte della madre nel 1962 e il divorzio dal marito, Linda tornò a vivere a Manhattan, New York, con la figlia Heather.
Trovò un lavoro come assistente editoriale presso la rivista Town & Country. In quel periodo intraprese una relazione con David Dalton, un fotografo professionista. Grazie a lui, si avvicinò alla fotografia e iniziò a seguirlo durante il suo lavoro. Quando anche Linda cominciò a fare delle fotografie, Dalton si disse "stupito" di come lei riuscisse facilmente ad avere il controllo della situazione mentre lavorava con musicisti maleducati e non collaborativi.
Un giorno la rivista per cui lavorava ricevette un invito a fotografare i Rolling Stones mentre questi promuovevano il loro ultimo disco a bordo di uno yacht. Linda si offrì volontaria. Le foto che scattò segnarono il punto di svolta della sua carriera.
"Ero l'unica fotografa ammessa sullo yacht. Ho solamente continuato a scattare, loro si sono divertiti e anche io mi sono divertita. In breve mi sono resa conto che scattare fotografie era un bel lavoro e un bel modo di vivere".
Suo padre, in ogni caso, non era molto contento che Linda aspirasse a diventare una fotografa. Le chiese di frequentare almeno un corso con dei professionisti. "Beh, non ho mai avuto la pazienza di farlo" disse Linda  aggiungendo "Dovevo fidarmi delle mie sensazioni".  Riuscì comunque a seguire un corso di fotografia dei cavalli presso l'Università dell'Arizona sotto supervisione di Hazel Larson Archer. Alcuni mesi dopo le fotografie dei Rolling Stones, riuscì ad avere accesso allo Shea Stadium dove i Beatles si sarebbero esibiti.
Avendo accumulato alcune esperienze nella fotografia di celebrità, Linda diventò la fotografa non ufficiale della sala concerti Bill Graham's Fillmore East. Tra gli artisti che fotografò spiccano: Todd Rundgren, Aretha Franklin, Grace Slick, Jimi Hendrix, Bob Dylan, Janis Joplin, Eric Clapton, Simon & Garfunkel, i Who, i Doors, gli Animals, John Lennon e Neil Young. La sua foto di Young, scattata nel 1967, fu utilizzata come copertina dell'album Sugar Mountain – Live del 1968.
Fotografò Eric Clapton per la rivista Rolling Stone, diventando la prima donna a pubblicare una fotografia in copertina (11 maggio, 1968). Anche lei e il marito Paul comparvero sulla copertina della stessa testata il 31 gennaio 1974. Ciò rese Linda l'unica persona apparsa sulla rivista che aveva scattato la fotografia e allo stesso momento era stata fotografata. I suoi scatti vennero poi esibiti in oltre 50 gallerie internazioni tra cui il Victoria and Albert Museum di Londra. Una collezione delle sue fotografie che scattò all'epoca sono poi apparse nel libro Linda McCartney's Sixties: Portrait of an Era, pubblicato nel 1992. Sua è anche l'immagine di copertina per il singolo di Paul McCartney e Michael Jackson, "The Girl Is Mine".

### Musica
Dopo lo scioglimento dei Beatles nel 1970, Paul insegnò a Linda a suonare la tastiera. Insieme produssero un album, Ram. In seguito Paul ha voluto che Linda fosse membro del suo nuovo gruppo musicale, i Wings. Il gruppo ricevette alcuni Grammy, diventando una delle migliori band inglesi degli anni '70.
Nel 1977, il singolo di ispirazione reggae "Seaside Woman" fu prodotto da una band sconosciuta chiamata Suzy and the Red Stripes presso gli Epic Records negli Stati Uniti. In realtà, Suzy and the Red Stripes erano i Wings, con Linda (che scrisse la canzone) come voce principale.
Linda McCartney ha condiviso una nomination agli Oscar per la composizione di "Live and Let Die". L'album di Linda Wide Prairie che includeva "Seaside Woman" fu prodotto postumo nel 1998. Insieme ad altri otto compositori inglesi, Paul ha prodotto l'album corale A Garland for Linda.

## Vita privata

### Matrimoni

#### Melville See Jr. (1962-1965)
Linda sposò Melville See Jr. nel 1962. I due si incontrarono all'università. Melville era nato a New York nel 1938, tre anni prima di Linda. Studiò geologia prima a Princeton e poi presso l'università dell'Arizona. Linda McCartney si trasferì in Arizona proprio per seguirlo e lì studiò storia dell'arte.
La figlia Heather Louise nacque il 31 dicembre 1962. I loro stili di vita erano così dissimili, che i due divorziarono tre anni dopo, nel giugno del 1965. Lui era un intellettuale che spendeva il suo tempo a fare ricerca e studiare. Lei, invece, preferiva una vita domestica meno impegnativa. Amava gli spazi aperti dell'Arizona e andava volentieri a cavallo.

#### Paul McCartney (1969-1998)

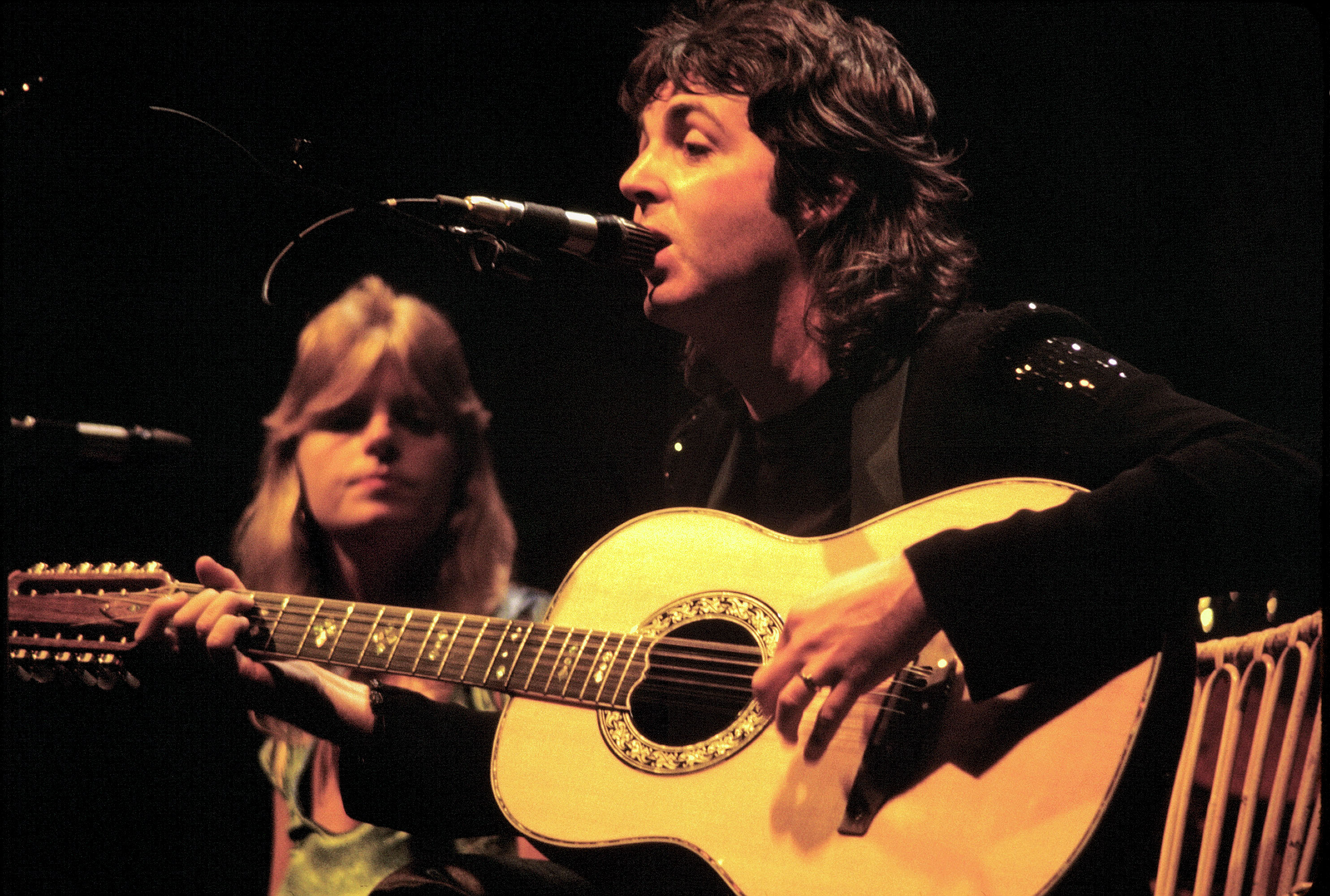
Linda Eastman e il marito, 1976

Linda Eastman e Paul McCartney si conobbero nel 1967. Per due anni si videro dapprima a singhiozzo, poi convissero per un certo periodo a Londra finché, anche a causa della gravidanza di Linda, decisero di sposarsi. La cerimonia ebbe luogo nella mattinata piovosa del 12 marzo 1969 presso l'ufficio municipale di Marylebone, Londra. Fra le tappe della luna di miele vi fu Scarsdale, dove Paul ebbe modo di conoscere la famiglia di Linda; al ritorno la coppia decise di isolarsi nella fattoria scozzese di proprietà del musicista, dove Paul compose e dedicò alla moglie due brani che sarebbero apparsi nel suo album solista, intitolati The Lovely Linda e Maybe I'm Amazed.
La reazione al matrimonio da parte dei fan inglesi fu profondamente negativa, probabilmente perché fino a quel momento Paul era l'unico dei Beatles ad essere ancora libero da vincoli matrimoniali.
Dopo l'adozione ufficiale della piccola Heather da parte di McCartney, Linda Eastman ebbe con lui tre figli: Mary, Stella e James Louis.
Scioltisi i Beatles, nel 1971 McCartney formò i Wings, nei quali arruolò anche la moglie. Il fatto creò polemiche a causa della scarsa inclinazione della donna per la musica, nonostante le lezioni di piano che lei seguì ma che non ebbero risultati soddisfacenti. Nonostante l'insuccesso, la Eastman perseverò fino a produrre un disco da solista intitolato Seaside Woman.

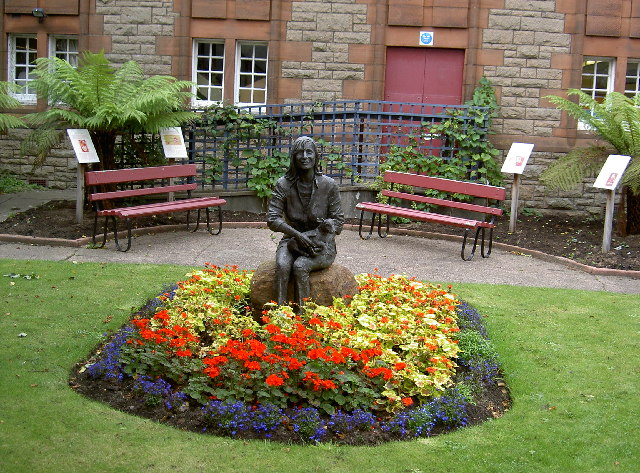
Il giardino in ricordo della Eastman a Campbeltown (Scozia)

## Stile di vita

### Vegetarianesimo
Linda introdusse il marito Paul al vegetarianismo nel 1975. Paul ha poi dichiarato: «Adesso non mangiamo più niente che debba essere ucciso per noi. Ne abbiamo passate tante, negli anni Sessanta, con tutta la droga e gli amici che morivano come mosche, e adesso siamo arrivati al punto in cui diamo davvero un grande valore alla vita».  Sul vegetarianesimo ha dichiarato: «Non mangerò mai più qualunque cosa abbia una faccia. Se i mattatoi avessero le pareti di vetro, tutti sarebbero vegetariani». Linda è autrice di tre testi sulla cucina vegetariana: Linda McCartney's Home Cooking del 1989, Linda's Kitchen del 1995 e Linda McCartney on Tour, pubblicato postumo il 27 ottobre 1998.
Seguendo il suo esempio, anche le sue figlie Mary e Stella diventarono delle sostenitrici dei diritti degli animali e della ricerca contro il cancro al seno, mentre il figlio James è diventato vegano.

### Attivista per i diritti degli animali
I coniugi McCartney divennero vegetariani e attivisti dei diritti degli animali. Nel 1991, lanciarono una linea di prodotti vegetali congelati con il nome di Linda McCartney Foods. La H. J. Heinz Company acquistò la compagnia nel marzo del 2000, e la Hain Celestial Group comprò il gruppo nel 2007.
Linda ha attivamente supportato diverse organizzazioni in difesa dei diritti degli animali tra cui People for the Ethical Treatment of Animals (PETA), il Council for the Protection of Rural England, Greenpeace e Friends of the Earth. Linda è stata anche una benefattrice della League Against Cruel Sports. Ha girato uno spot televisivo per la PETA, in cui recitava: "Avete mai visto un pesce appena tolto dall'acqua che cerca in modo agitato di respirare? Vi sta dicendo "Vi ringrazio per la morte che mi state dando, è fantastico  ".  Dopo la sua morte la PETA ha creato un premio in suo onore.

### Marijuana
Nel 1984, venne arrestata alle Barbados per possesso di marijuana. Il marito Paul era stato arrestato per lo stesso motivo nel 1975. Linda commentò l'accaduto affermando che le droghe pesanti erano disgustose mentre la marijuana era piuttosto leggera.

## Morte
Linda McCartney si ammalò nel 1995 di cancro al seno e morì il 17 aprile 1998 all'età di 56 anni nel ranch di famiglia a Tucson, in Arizona. Le sue ceneri furono poi disperse nella fattoria di McCartney nel Sussex, in Inghilterra.
Una cerimonia funebre venne organizzata anche a Londra. Vi parteciparono George Harrison, Ringo Starr, Billy Joel, Elton John, David Gilmour, Peter Gabriel e altre personalità. Un'altra cerimonia ebbe luogo a Riverside Church a Manhattan, due mesi dopo la morte di Linda. "Era la mia ragazza" disse McCartney al funerale "ho perso la mia ragazza".
Linda ha lasciato tutti i suoi beni a Paul, inclusi i copyright di libri, album e fotografie. Linda ha chiesto a Paul di continuare la battaglia in favore di una dieta vegetariana e il consumo di prodotti non geneticamente modificati.
Nell'aprile 1999, Paul McCartney si esibì all'interno del "Concerto per Linda" alla Royal Albert Hall, organizzato dagli amici Chrissie Hynde e Carla Lane. Alcuni tra gli artisti che suonarono per l'occasione furono George Michael, i Pretenders, Elvis Costello e Tom Jones. Paul chiuse l'evento dedicandolo a Linda che chiamò "bellissima bambina" e ai loro stupendi figli.
Nel gennaio 2000, Paul annunciò di aver donato 2 milioni di sterline per la ricerca contro il cancro al Memorial Sloan-Kettering Cancer Center di New York e all'Arizona Cancer Center di Tucson, dove Linda aveva ricevuto le cure. La donazione, disposta attraverso la Garland Appeal, avvenne a patto che nessun animale fosse utilizzato durante le ricerche. Nel 2000 The Linda McCartney Centre, una clinica per malati di cancro, aprì presso il Royal Liverpool University Hospital. Nel novembre 2002 la Linda McCartney Kintyre Memorial Trust inaugurò un giardino-memoriale a Campbeltown, in Scozia, con al centro una statua in bronzo della scultrice Jane Robbins, cugina di Linda.

## Discografia

### Con i Wings
Studio
- 1971 - Wild Life
- 1973 - Red Rose Speedway
- 1973 - Band on the Run
- 1975 - Venus and Mars
- 1976 - Wings at the Speed of Sound
- 1978 - London Town
- 1979 - Back to the Egg

Live
- 1976 - Wings over America

Raccolte
- 1978 - Wings Greatest
- 2001 - Wingspan: Hits and History

### Solista
- 1971 - Ram (con Paul McCartney)
- 1998 - Wide Prairie